# Emma, einfach magisch!
Emma, einfach magisch! (Originaltitel: Every Witch Way) ist eine US-amerikanische Jugendserie, die seit 2013 für den Fernsehsender Nickelodeon produziert wurde. Die Serie basiert auf der lateinamerikanischen Fernsehserie Grachi, die von Mai 2011 bis Mai 2013 in insgesamt drei Staffeln mit großem Erfolg auf Nickelodeon ausgestrahlt wurde. Die Serie erzählt die Geschichte einer 14-Jährigen, die gerade mit ihrem Vater nach Miami gezogen ist und erfährt, dass sie eine Hexe ist.
Die Erstausstrahlung in den Vereinigten Staaten fand am 1. Januar 2014 auf dem Fernsehsender Nickelodeon statt. Das Serienfinale wurde im Sommer 2015 in den USA ausgestrahlt. Seit Oktober 2015 wird das Spin-off Magie Akademie ausgestrahlt, in der Daniela Nieves ihre Rolle als Andi Cruz fortführt.

## Handlung
Die Fernsehserie dreht sich um die 14-jährige Emma Alonso, die erfährt, dass sie eine Hexe ist und nebenbei mit ihrem Schul- und Privatleben zurechtkommen muss.

### Staffel 1
Emma Alonso zieht gemeinsam mit ihrem Vater Francisco in einen Vorort von Miami, Florida, um dort auf die Iridium High zu gehen. Kaum hat sich Emma dort eingelebt, wird ihr ganzes Leben auf den Kopf gestellt. Sie erfährt nicht nur, dass sie eine Hexe ist, sondern auch noch, dass sie die Auserwählte ist. Diese Hexe ist mit mehr Kräften und Fähigkeiten ausgestattet als normale Hexen. Außerdem wird die Auserwählte die Herrscherin aller Hexen für die nächsten dreihundert Jahre. Zur Unterstützung wird ihr die Schutzhexe Lily, die als Schulkrankenschwester arbeitet, zur Seite gestellt. Diese soll Emma beim Umgang mit Magie helfen und unterstützen. Emma freundet sich an der Schule schnell mit Andi Cruz an und verliebt sich in ihren Nachbarn Daniel Miller. Doch dessen Ex-Freundin Maddie Van Pelt ist davon gar nicht begeistert. Sie gehört nicht nur der Schulclique „Panthers“ an, sondern ist auch noch eine böse Hexe. Um Daniel zurückzugewinnen, ist sie zu allem bereit.
Mit der Zeit kommen sich Emma und Daniel näher, sehr zur Missgunst von Maddie. Als diese auch noch erfährt, dass Emma eine Hexe ist, beschließt sie, Emma ein für alle Mal zu vernichten. Doch ihr Plan, einen Fluch über Emma zu legen, misslingt. Mit der Zeit kommt Emma dahinter, dass ihre Gaben ein Fluch sein können.
Die Direktorin Mrs. Torres, die – wie sich später herausstellt – eine böse Hexe ist, die sich schon seit langem in der Menschenwelt eingelebt hat, versucht alles, um der Auserwählten (Emma) die Kräfte mit einem Zauberspruch zu nehmen, damit sie und ihr Adoptivsohn, Julio, die Macht haben. Als Mrs. Torres mitbekommt, dass Emma Daniel liebt, entführt sie ihn an der Mondfinsternis und erpresst sie damit. Die Mondfinsternis ist der einzige Zeitpunkt, an dem eine Hexe mit bestimmten Mitteln die Kräfte der Auserwählten auf sich übertragen kann.
Emma erkennt, dass sie und Maddie etwas gemeinsam haben, da beide einen Elternteil verloren haben. Die beiden vereinen an der Mondfinsternis ihre Kräfte und besiegen Mrs. Torres. Daniel, der die Wahrheit von Andi erfahren hat, vergibt Emma und die beiden werden ein Paar. Die erste Staffel endet, als sich herausstellt, dass Emma ihre Kräfte noch hat (was sie geheim hält) und Maddie nicht.

### Staffel 2
Nachdem Daniel die Wahrheit über Emma weiß, beginnen die beiden ein neues Schuljahr an der Iridium High. Doch die Ruhe ist schnell vorbei, als der Hexenrat bei Emma vor der Tür steht und ihr mitteilt, dass sie und Daniel kein Paar sein können. Ihr einziger Weg sei, ihre Kräfte aufzugeben und wie ihre Mutter damals ein normales Leben als Mensch zu führen. Da Emma jedoch die Auserwählte ist, ist sie nicht bereit, ihre Kräfte niederzulegen. Außerdem bleibt sie mit Daniel zusammen. Nach der Vernichtung der Direktorin glaubt Emma ihre Kräfte verloren zu haben, diese kehren jedoch zurück. Maddie allerdings hat ihre Kräfte wirklich verloren. Wie man später erfährt, sind diese auf eine andere Hexe übergegangen. Maddie vermutet, dass Emma ihre Kräfte hat. Emma verschweigt Daniel, dass sie ihre Kräfte wieder erlangt hat, weil er glücklich ist, dass Emma jetzt ganz normal ist. Er hat es aber herausgefunden und hat sich kurz danach von ihr getrennt.
Zu Beginn des Schuljahres taucht ein Austauschstudent aus Sydney, Australien, Jax Novoa, auf und beginnt Gefühle für Emma zu entwickeln. Emma, die zu Beginn Jax die Schule zeigen soll, freundet sich mit ihm an. Daniel und Andi sind misstrauisch und trauen ihm nicht. Jax gelingt es jedoch Emma auf seine Seite zu bekommen und alle anderen auszuschalten, damit er seine geheimnisvolle Vergangenheit weiterhin verbergen kann. Emma verliebt sich allmählich in Jax, obwohl sie zunächst nicht weiß, dass er ein Hexer, eine männliche Hexe, ist. Lilly, die Schulkrankenschwester ist dem Hexenrat beigetreten und möchte auch, dass Emma Daniel vergisst. Als Daniel herausfindet, dass Emma sich geklont hat (eigentlich ging es mehr darum, dass Emma wieder Kräfte hat und ihm das nicht mitgeteilt hat) trennt er sich von ihr. Als er aber sieht, dass sie Jax umarmt und später auch küsst, wird er eifersüchtig und will sie zurück.
Maddie kommt nicht damit klar, dass sie ihre Kräfte verloren hat. Ursula Van Pelt (Maddies Mutter) hat die Kräfte ihrer Tochter und benutzt diese, damit Francisco (Emmas Vater) sich in sie verliebt. Ihre beiden „Panther“-Freundinnen Sophie und Katie reden ihr ein, dass sie mit Diego Rueda's Hilfe, der ein Churi Kanay (jemand, der die vier Elemente beherrscht) ist, ihre Kräfte wieder bekommt. Diego stimmt zu, da er heimlich in Maddie verliebt ist. Die beiden Mädchen (Sophie und Katie) versichern Diego, dass ihm nichts passieren würde. Sie haben aber eigentlich keine Ahnung, ob die Methode funktionieren wird.
Alle Hexen und Hexer haben mit dem Tollmond zu kämpfen, der alle 20 Jahre auftaucht. Der Tollmond bewirkt, dass sich die Hexen/Hexer oder dessen Kräfte seltsam benehmen. Das führt dazu, dass Desdemona, ein Teil des Hexenrates, böse wird und versucht, an Emmas Kräfte zu kommen.

### Staffel 3
Der Sommer ist vorbei und die Kids verbringen die Zeit zusammen am Strand. Diego, Emma, Gigi und Co. arbeiten am Beachside Seven währenddessen Daniel als Rettungsschwimmer arbeitet. Jax steckt im Rebels Boot Camp fest, dass durch Agamemnon geleitet wird. Mia, die neu und auch ein Kanay ist, versucht Emma das Leben schwer zu machen. Sie macht Emma eifersüchtig, indem sie mit Daniel flirtet. Durch Zufall wird sie auch zum Rettungsschwimmer wie Daniel. Andi versucht immer noch eine Schutzhexe zu werden. Diego entdeckt immer wieder neue Kräfte. Mia und Diego lernen sich kennen. Emma ist im 'Rebels Boot Camp und will es sofort wieder verlassen. Das tut sie auch, wird jedoch dann von Agamemnon erwischt. Er versucht, ihr die Kräfte zu entziehen, was ihm aber nicht gelingt. Mia freundet sich mit Katie an. Außerdem belegt sie Daniel mit einem Spinnensiegel. Dadurch schließt Daniel sich Mia an und ist mit ihr zusammen. Mia gibt Daniel eine Kette, damit er sie Emma gibt, und sie gibt Katie eine Kette, damit sie sie Maddie gibt. An beiden Ketten ist ein Kristall de Caballeron. Dadurch hängen sie zusammen. Sie verschmelzen die Kristalle und sind dadurch befreit. Doch Daniel wird durch das Kanaysiegel sehr krank und Mia entfernt es wieder. Später nimmt Mia Emma und Co. gefangen. Währenddessen befreit das Hexoren Philip aus dem Videospiel. Philip rettet sie vor Mia. Zwischen Mia und Diego findet ein Kanayduell statt. Weil Mia gewinnt, muss Diego ihr gehorchen. Da sich Philip langsam verpixelt, verwandelt Emma ihn mit dem Kristall de Caballero in einen echten Jungen. Mia will den Kristall zurück. Emma möchte sie retten, landet aber mit ihr im Videospiel. Beide schaffen es raus und schließen Frieden. Diego muss nicht mehr Mia gehorchen und Emma muss sich entscheiden: Daniel oder Jax. Sie entscheidet sich für Jax und landet mit ihm im Pool...

### Staffel 4
Daniel ist spurlos verschwunden und nur Emma kann sich an ihn erinnern. Lily sagt, dass es sich um einen Kontinuitätsbruch handeln könnte. Das bedeutet, dass Daniel in ein anderes Leben verschoben wurde. Damit wird ein magischer Privatdetektiv beauftragt und Emma, Andi, Jax, Diego, Gigi, Maddie, Katie, Sophie und Lily finden ihn in den Everglades (Florida) mit seiner Familie und Mia. Sie können Daniel nur befreien, indem sie ihn an sein altes Leben erinnern. Wenn sie ihm von seinem alten Leben erzählen und er sich nicht erinnert, würde er sich in Luft auflösen. Als die 5 Tage vorbei sind erinnert sich Daniel wieder und alles ist wieder beim Alten. Als Jax zuhause ankommt ist dort ein Mädchen, seine Schwester Jessie, von der er nichts wusste. Sie wohnte vorher bei ihrer Mutter, die doch noch lebt. Danach sucht Jax seine Mutter auf, welche von Mrs. Van Pelt beschützt wird. Außerdem steht das Van Pelt-Familientreffen an. Diego möchte da sein, doch er darf nicht. Am Ende darf er doch gehen und rettet die Van Pelt-Familie vor Jake Novoa. Emma möchte die Zeit manipulieren und dabei ihre Mutter zurückholen. Dafür hat sie die Zauberkräfte vom Rat und Maddie genommen. Der Rat und alle ihre Freunde stellen sich gegen sie. Sie haben Angst, dass ihr Leben verändert wird. Jax hilft Emma und sie finden gemeinsam ein Buch über schwarze Magie, in dem Emma den richtigen Zauberspruch findet. Jax’ Mutter, die mit Jessie und Jax gemeinsam lebt, hat dieses Buch so hingelegt, dass sie es finden. Als Jax herausfindet, dass seine Mutter eine sehr mächtige Hexe ist und Emmas Zauberkraft stehlen möchte, will er sie warnen. Er wird jedoch von seiner Mutter aufgehalten. Nachdem Emma, Jax und Co. Jax' Mutter besiegt haben, verabschieden sie sich von Andi, die ein Stipendium von Magie Akademie erhält.

## Figuren
Emma Alonso ist die Hauptfigur der Serie und eine Hexe. Sie freundete sich mit Andi an, als sie hergezogen ist, und sie verliebte sich in Daniel, wusste aber nicht, dass er mit Maddie zusammen ist. In Staffel 2 hat sie Klone von sich. Außerdem ist sie in den späteren Folgen mit Jax zusammen.
Daniel Miller ist ein Schüler von der Iridium High. Er war mit Maddie zusammen, doch später ist er mit Emma zusammen. In Staffel 2 ist Jax sein Rivale. In Staffel 3 ist er der Rettungsschwimmer.
Maddie van Pelt ist eine Hexe und die Anführerin der Panthers. Sie war mit Daniel zusammen, doch als sie herausfand, dass Daniel mit Emma zusammen ist, wurde sie Emmas Feindin. Sie ist nun mit Diego zusammen. Sie hatte ihre Kräfte verloren, später aber wieder zurückbekommen.
Andi Cruz ist Emmas beste Freundin und Mitglied der Sharks. Sie ist der einzige Mensch, der Hexoron verstehen kann.
Jax Novoa ist ein neuer Schüler der Iridium High. Er ist ein Hexer. Er hatte Probleme mit Daniel. Emma ist in der 3. Staffel mit ihm zusammen. In Staffel 4 erscheint sein Vater in der Serie.
Diego Rueda ist ein Churi-Kanay, ein Mitglied der Sharks und Gigis Zwillingsbruder. Er hilft Maddie immer, wann er kann, und er ist in sie verliebt.
Katie Rice ist Maddies Freundin und Mitglied der Panthers. Obwohl sie beliebt wirkt, ist sie eine Außenseiterin. Sie ist schlau.
Sophie Johnson ist Maddies und Katies Freundin und Mitglied der Panthers. Sie ist leichtgläubig und ein wenig dämlich. Sie ist die einzige der Personen, die Jax toleriert.
Gigi Rueda ist eine Schülerin der Sharks. Sie wird ständig Miss Information genannt, weil sie Nachrichten über die Schule erzählt und in die Blog postet. Sie ist Diegos Zwillingsschwester.
Ursula van Pelt ist Maddies Mutter. Sie ist in Francisco verliebt. In Staffel 2 hatte sie die ganze Zeit Maddies Kräfte.
Francisco Alonso ist der Direktor der Iridium High und Emmas Vater. Er verliebt sich in Mrs. Van Pelt
Mia Velez ist ein Churi-Kanay, die versucht, alle Hexen auszulöschen. Sie kommt in Staffel 3 neu an die Iridium High.
Jessi Novoa ist die kleine Schwester von Jax und auch eine Hexe. Sie kommt zum ersten Mal in Staffel 4 vor.
Liana Novoa ist die Mutter von Jax und Jessie. Außerdem ist sie eine mächtige Hexe. Sie kommt zum ersten Mal in Staffel 4 vor, aber wird schon in Staffel 2 erwähnt.
Jake Novoa ist der Vater von Jax und Jessie. Außerdem ist er ein mächtiger Hexer. Er kommt zum ersten Mal in Staffel 4 vor, wird aber schon in Staffel 2 erwähnt.
Toni Myers ist ein Magier und Mitglied der Sharks. Er ist in Emma verliebt. In Staffel 2 wechselt er zur Magieschule.
Mac Davis ist ein Mitglied der Sharks und DIegos Freund. Er duscht nie. In Staffel 2 zog er nach Texas.
Coach Julio ist ein Adoptivsohn von Rektorin Torres und der Coach der Sharks. Er wurde von seiner Adoptivtochter in einen Frosch verwandelt.
Krankenschwester Lily ist die Schutzhexe von Emma.

## Hintergrund
Eigentlich produziert Nickelodeon keine Serien aus anderen Ländern. Da jedoch Grachi in Lateinamerika, Brasilien, Italien und Frankreich sehr schnell an Beliebtheit erlangt hat, beschloss Nickelodeon wie bei House of Anubis, das auf der niederländischen Mystery-Seifenoper Het Huis Anubis basiert, ein US-amerikanisches Remake zu produzieren. Im Dezember 2012 begann man mit dem Casting für die Hauptrollen, sodass im Mai 2013 die viermonatige Produktionszeit beginnen konnte. Gedreht wurde im Studio Cinemat in Miami, Florida.
In der Fernsehserie treten auch ehemalige Grachi-Darsteller auf. So tritt unter anderem Rafael de la Fuente auf, der in der Originalserie eine der Hauptrollen spielte.

## Besetzung und Synchronisation
Die deutsche Synchronisation entsteht unter der Dialogregie und den Dialogbüchern von Tanja Schmitz und Julia Meynen durch die Synchronfirma EuroSync GmbH in Berlin.

### Hauptbesetzung
| Rollenname      | Schauspieler         | Jahr(e)   | Episoden | Synchronsprecher     |
| --------------- | -------------------- | --------- | -------- | -------------------- |
| Emma Alonso     | Paola Andino         | 2014–2015 | 1–86     | Lydia Morgenstern    |
| Daniel Miller   | Nick Merico          | 2014–2015 | 1–86     | Jan Makino           |
| Maddie Van Pelt | Paris Smith          | 2014–2015 | 1–86     | Yvonne Greitzke      |
| Diego Rueda     | Tyler Alvarez        | 2014–2015 | 1–86     | Maximilian Artajo    |
| Mac Davis       | Mavrick Moreno       | 2014      | 1–21     | Sebastian Kluckert   |
| Andi Cruz       | Daniela Nieves       | 2014–2015 | 1–86     | Maximiliane Häcke    |
| Tony Myers      | Kendall Ryan Sanders | 2014      | 1–21     | Dirk Petrick         |
| Katie Rice      | Denisea Wilson       | 2014–2015 | 1–86     | Giovanna Winterfeldt |
| Sophie Johnson  | Autumn Wendel        | 2014–2015 | 1–86     | Julia Stoepel        |
| Gigi Rueda      | Zoey Burger          | 2014–2015 | 1–86     | Julia Meynen         |
| Jax Novoa       | Rahart Adams         | 2014–2015 | 22–86    | Florian Hoffmann     |
| Mia Velez       | Elizabeth Elias      | 2015      | 47–86    | Victoria Frenz       |

### Nebenbesetzung
| Rollenname       | Schauspieler             | Jahr(e)   | Episoden        | Deutscher Synchronsprecher |
| ---------------- | ------------------------ | --------- | --------------- | -------------------------- |
| Francisco Alonso | Rene Lavan               | 2014–2015 | 1–86            | Jaron Löwenberg            |
| Ursula Van Pelt  | Katie Barberi            | 2014–2015 | 1–86            | Irina von Bentheim         |
| Principal Torres | Michele Verdi            | 2014–2015 | 1–21, 49, 85–86 | Heide Domanowski           |
| Julio Torres     | Rafael de la Fuente      | 2014      | 1–21            | Ricardo Richter            |
| Lily             | Melissa Carcache         | 2014–2015 | 3–86            | Tanja Schmitz              |
| Desdemona        | Mia Matthews             | 2014–2015 | 22–86           | Heike Schroetter           |
| Ramona           | Lisa Corraro             | 2014      | 22–46           | Giuliana Jakobeit          |
| Agamemnon        | Todd Allen Durkin        | 2014–2015 | 22–86           | Stefan Staudinger          |
| Philip van Pelt  | Liam Obergfoll           | 2014–2015 | 39–66           | Bastian Sierich            |
| Jessie Novoa     | Julia Antonelli          | 2015      | 71–86           | Sarah Alles                |
| Jake Novoa       | Richard Lawrence O’Bryan | 2015      | 67–86           | Sven Gerhardt              |
| Liana Novoa      | Betty Monroe             | 2015      | 74–86           |                            |

## Ausstrahlung
Vereinigte Staaten
In den Vereinigten Staaten startete die erste Staffel am 1. Januar 2014. Da die Serie bei Nickelodeon im Rahmen des One Month Event lief, wurde das Staffelfinale am 30. Januar 2014 gezeigt. Bei ihrer Premiere wurde sie von 2,1 Millionen Zuschauern verfolgt. Bereits mit der zweiten Folge konnte die Serie Zuschauer dazu gewinnen, sodass 2,86 Millionen zusahen. In den darauffolgenden Tagen fielen die Quoten wieder auf um die 2 Millionen. Im Durchschnitt erreichte die erste Staffel 2,17 Millionen Zuschauer.
Die Ausstrahlung der zweiten Staffel begann am 7. Juli 2014 und endete am 8. August 2014.
Die Ausstrahlung der dritten Staffel begann am 5. Januar 2015 und endete am 30. Januar 2015.
Die Ausstrahlung der vierten Staffel begann am 6. Juli 2015 und endete am 30. Juli 2015.
Deutschland
In Deutschland wurde die erste Staffel vom 19. Januar 2015 bis 13. Februar 2015 auf Nickelodeon ausgestrahlt.
Die zweite Staffel wurde vom 16. März bis zum 17. April 2015 auf Nickelodeon ausgestrahlt.
Die dritte Staffel wurde vom 5. Oktober bis zum 30. Oktober 2015 auf Nickelodeon ausgestrahlt.
Die vierte Staffel wurde vom 2. November bis 27. November 2015 auf Nickelodeon ausgestrahlt.

## Episodenliste

### Staffel 1
| Nr. (ges.) | Nr. (St.) | Deutscher Titel              | Originaltitel          | Erstausstrahlung USA | Deutschsprachige Erstausstrahlung (D) |
| ---------- | --------- | ---------------------------- | ---------------------- | -------------------- | ------------------------------------- |
| 1          | 1         | Emmas Geheimnis              | Discovery              | 1. Jan. 2014         | 19. Jan. 2015                         |
| 2          | 2         | Hexe oder nicht Hexe         | The Big Rescue         | 2. Jan. 2014         | 20. Jan. 2015                         |
| 3          | 3         | Der große Frostschock        | The Big Chill          | 3. Jan. 2014         | 21. Jan. 2015                         |
| 4          | 4         | Der Hexenbattle              | I'm a Witch            | 6. Jan. 2014         | 22. Jan. 2015                         |
| 5          | 5         | Abrakadabra                  | Magic Fight Club       | 7. Jan. 2014         | 23. Jan. 2015                         |
| 6          | 6         | Affen-Zauber (1)             | Monkey Business        | 8. Jan. 2014         | 26. Jan. 2015                         |
| 7          | 7         | Affen-Zauber (2)             | Monkey Business II     | 9. Jan. 2014         | 27. Jan. 2015                         |
| 8          | 8         | Der „Eis-Mac“                | Mac-sic-cle            | 10. Jan. 2014        | 28. Jan. 2015                         |
| 9          | 9         | Verkehrte Welt               | I Said, Upside Down    | 13. Jan. 2014        | 29. Jan. 2015                         |
| 10         | 10        | Echsenhexen                  | I-Guana Dance With You | 14. Jan. 2014        | 30. Jan. 2015                         |
| 11         | 11        | Der verschwundene Leguan     | I-Guana You Back       | 15. Jan. 2014        | 2. Feb. 2015                          |
| 12         | 12        | Sophies Seelenverwandter     | I Heart Beau           | 16. Jan. 2014        | 3. Feb. 2015                          |
| 13         | 13        | Pantherisiert                | Pantherized            | 17. Jan. 2014        | 4. Feb. 2015                          |
| 14         | 14        | Verliebt in eine Echse       | Walk Like A Panther    | 21. Jan. 2014        | 5. Feb. 2015                          |
| 15         | 15        | Das Beach-Volleyball-Turnier | Beach Ball             | 22. Jan. 2014        | 6. Feb. 2015                          |
| 16         | 16        | Frosch-Lily                  | Lily Frog              | 23. Jan. 2014        | 9. Feb. 2015                          |
| 17         | 17        | A Witch's Tale               | A Witch's Tale         | 24. Jan. 2014        | 10. März 2015                         |
| 18         | 18        | Augenbrauenalarm             | Witches' Flu           | 27. Jan. 2014        | 10. Feb. 2015                         |
| 19         | 19        | Hexaron zum Quadrat          | Hexoren Squared        | 28. Jan. 2014        | 11. Feb. 2015                         |
| 20         | 20        | Die Wahrheit kommt ans Licht | Which Witch is Which   | 29. Jan. 2014        | 12. Feb. 2015                         |
| 21         | 21        | Vereinte Kräfte              | The Chosen One         | 30. Jan. 2014        | 13. Feb. 2015                         |

### Staffel 2
| Nr. (ges.) | Nr. (St.) | Deutscher Titel                 | Originaltitel                    | Erstausstrahlung USA | Deutschsprachige Erstausstrahlung (D) |
| ---------- | --------- | ------------------------------- | -------------------------------- | -------------------- | ------------------------------------- |
| 22         | 1         | Jax der Herzen                  | Jax of Hearts                    | 7. Juli 2014         | 16. März 2015                         |
| 23         | 2         | Besuch des Hexenrats            | Runaway Witch                    | 8. Juli 2014         | 17. März 2015                         |
| 24         | 3         | Der Liebeskuchen schlägt zurück | Love Pie Redux                   | 9. Juli 2014         | 18. März 2015                         |
| 25         | 4         | Hochzeitspläne                  | Powers by Proxy                  | 10. Juli 2014        | 19. März 2015                         |
| 26         | 5         | Tollmond                        | The Fool Moon                    | 11. Juli 2014        | 20. März 2015                         |
| 27         | 6         | Desdemonas falsches Spiel       | Daniel Who?                      | 14. Juli 2014        | 23. März 2015                         |
| 28         | 7         | Nichts geht mehr                | No Can Do                        | 15. Juli 2014        | 24. März 2015                         |
| 29         | 8         | Emma dreht durch                | Werewolves in Siberia            | 16. Juli 2014        | 25. März 2015                         |
| 30         | 9         | Zombie-Pyjama-Party             | The No-Sleep Sleepover           | 18. Juli 2014        | 26. März 2015                         |
| 31         | 10        | Oh Romeo, äh, Daniel            | Outta Hand                       | 21. Juli 2014        | 27. März 2015                         |
| 32         | 11        | Ärger zum Quadrat               | Double Trouble                   | 22. Juli 2014        | 30. März 2015                         |
| 33         | 12        | Emma und die Klone              | The Emma Squad                   | 23. Juli 2014        | 31. März 2015                         |
| 34         | 13        | Miss Schützling                 | Missminion                       | 24. Juli 2014        | 1. Apr. 2015                          |
| 35         | 14        | Was für ein D-(L)-Emma          | The Breakup                      | 25. Juli 2014        | 2. Apr. 2015                          |
| 36         | 15        | Die Ruhe vor dem Sturm          | Emma Wants a Cracker             | 28. Juli 2014        | 3. Apr. 2015                          |
| 37         | 16        | Sturmageddon                    | Stormageddon                     | 29. Juli 2014        | 6. Apr. 2015                          |
| 38         | 17        | Hexer ohne Kräfte               | About a Wizard                   | 30. Juli 2014        | 7. Apr. 2015                          |
| 39         | 18        | Alle wollen Daniel              | Beach Birthday Bash              | 31. Juli 2014        | 8. Apr. 2015                          |
| 40         | 19        | Der Zombie-Freund               | Zombie Boyfriend                 | 1. Aug. 2014         | 9. Apr. 2015                          |
| 41         | 20        | Zurück ins Spiel                | Andi & Philip, Sittin' in a Tree | 4. Aug. 2014         | 10. Apr. 2015                         |
| 42         | 21        | Das Freundschafts-Aus           | BF-Never                         | 5. Aug. 2014         | 13. Apr. 2015                         |
| 43         | 22        | Ein mehrfach böser Plan         | The Abyss                        | 6. Aug. 2014         | 14. Apr. 2015                         |
| 44         | 23        | Die Welt anhalten               | I'll Stop the World              | 7. Aug. 2014         | 15. Apr. 2015                         |
| 45         | 24        | Emma gegen Emma                 | Emma vs. Emma                    | 8. Aug. 2014         | 16. Apr. 2015                         |
| 46         | 25        | —                               | Spellbound                       | 26. Nov. 2014        | —                                     |

### Staffel 3
| Nr. (ges.) | Nr. (St.) | Deutscher Titel            | Originaltitel           | Erstausstrahlung USA | Deutschsprachige Erstausstrahlung (D) |
| ---------- | --------- | -------------------------- | ----------------------- | -------------------- | ------------------------------------- |
| 47         | 1         | Eingefrorene Zeit          | Beachside 7             | 5. Jan. 2015         | 5. Okt. 2015                          |
| 48         | 2         | Im Rebellen-Bootcamp       | Rebel Emma              | 6. Jan. 2015         | 6. Okt. 2015                          |
| 49         | 3         | Mia täuscht                | Always You              | 7. Jan. 2015         | 7. Okt. 2015                          |
| 50         | 4         | Gegen jede Regel           | Breaking All the Rules  | 8. Jan. 2015         | 8. Okt. 2015                          |
| 51         | 5         | Der ultimative Sommer      | Neverending Summer      | 9. Jan. 2015         | 9. Okt. 2015                          |
| 52         | 6         | Der andere Daniel          | Daniel Darko            | 12. Jan. 2015        | 12. Okt. 2015                         |
| 53         | 7         | Bye Bye Sunnyboy           | No More Mr. Nice Guy    | 13. Jan. 2015        | 13. Okt. 2015                         |
| 54         | 8         | Fort mit der Spinne        | Spider No More          | 14. Jan. 2015        | 14. Okt. 2015                         |
| 55         | 9         | Zurück auf Anfang          | Back to Back            | 15. Jan. 2015        | 15. Okt. 2015                         |
| 56         | 10        | Gefangen in der Eiskammer  | El Cristal de Caballero | 16. Jan. 2015        | 16. Okt. 2015                         |
| 57         | 11        | Mia auf der Spur           | Kanay vs. Kanay         | 19. Jan. 2015        | 19. Okt. 2015                         |
| 58         | 12        | Unsichtbar!                | Invisible Me            | 20. Jan. 2015        | 20. Okt. 2015                         |
| 59         | 13        | Kanais und Hexen           | The Truth About Kanays  | 21. Jan. 2015        | 21. Okt. 2015                         |
| 60         | 14        | Missglücktes Kanai-Napping | Zombie Rescue Team      | 22. Jan. 2015        | 22. Okt. 2015                         |
| 61         | 15        | Emma widersetzt sich       | Enchanted Ever After    | 23. Jan. 2015        | 26. Okt. 2015                         |
| 62         | 16        | Känguru Jax                | Kangaroo Jax            | 26. Jan. 2015        | 23. Okt. 2015                         |
| 63         | 17        | Emma widersetzt sich       | Defiance                | 27. Jan. 2015        | 26. Okt. 2015                         |
| 64         | 18        | Duell-Vorbereitungen       | Magical Throwdown       | 28. Jan. 2015        | 27. Okt. 2015                         |
| 65         | 19        | Der große Zauber           | The Kanay Strikes Back  | 29. Jan. 2015        | 28. Okt. 2015                         |
| 66         | 20        | Hexenkräfte                | New Witch Order         | 30. Jan. 2015        | 29. + 30. Okt. 2015 (zweiteilig)      |

### Staffel 4
| Nr. (ges.) | Nr. (St.) | Deutscher Titel                | Originaltitel          | Erstausstrahlung USA | Deutschsprachige Erstausstrahlung (D) |
| ---------- | --------- | ------------------------------ | ---------------------- | -------------------- | ------------------------------------- |
| 67         | 1         | Die Welt ohne dich             | A World Without You    | 6. Juli 2015         | 2. Nov. 2015                          |
| 68         | 2         | Unterwegs in die Everglades    | Road Trippin’          | 7. Juli 2015         | 3. Nov. 2015                          |
| 69         | 3         | Verschollen im Sumpf           | Ever In The Everglades | 8. Juli 2015         | 4. Nov. 2015                          |
| 70         | 4         | Tief in den Everglades         | Stuck In A Storm       | 9. Juli 2015         | 5. Nov. 2015                          |
| 71         | 5         | Eine Geschichte von zwei Leben | A Tale Of Two Lives    | 10. Juli 2015        | 6. Nov. 2015                          |
| 72         | 6         | Wer ist Jessie?                | Twisted Sister         | 13. Juli 2015        | 9. Nov. 2015                          |
| 73         | 7         | Talias Suppe                   | Lunch At Lola’s        | 14. Juli 2015        | 10. Nov. 2015                         |
| 74         | 8         | Jessies Geheimnis              | Monkey Face Emoji      | 15. Juli 2015        | 11. Nov. 2015                         |
| 75         | 9         | Der Countdown läuft            | The Final Countdown    | 17. Juli 2015        | 12. Nov. 2015                         |
| 76         | 10        | Alles auf Anfang               | Turn Back Time         | 20. Juli 2015        | 13. Nov. 2015                         |
| 77         | 11        | Die Trennung                   | Runner Up              | 20. Juli 2015        | 16. Nov. 2015                         |
| 78         | 12        | Das Van-Pelt-Familientreffen   | Van Pelt Reunion       | 21. Juli 2015        | 17. Nov. 2015                         |
| 79         | 13        | Emmas Entschluss               | Back To Square One     | 22. Juli 2015        | 18. Nov. 2015                         |
| 80         | 14        | Abgefüllte Zauberkräfte        | Power In A Bottle      | 23. Juli 2015        | 19. Nov. 2015                         |
| 81         | 15        | Emmas Plan                     | What If?               | 24. Juli 2015        | 20. Nov. 2015                         |
| 82         | 16        | Beste Feinde                   | Frenemies              | 27. Juli 2015        | 23. Nov. 2015                         |
| 83         | 17        | Stoppt Emma                    | Stop Emma              | 28. Juli 2015        | 24. Nov. 2015                         |
| 84         | 18        | Mamis Liebling                 | Mommie Dearest         | 29. Juli 2015        | 25. Nov. 2015                         |
| 85         | 19        | Die gute und die böse Emma     | A Girl’s Sacrifice (1) | 30. Juli 2015        | 26. Nov. 2015                         |
| 86         | 20        | Ein ganz normales Mädchen      | A Girl’s Sacrifice (2) | 30. Juli 2015        | 27. Nov. 2015                         |

## Auszeichnungen
| Tabellarische Übersicht der Auszeichnungen und Nominierungen | Tabellarische Übersicht der Auszeichnungen und Nominierungen | Tabellarische Übersicht der Auszeichnungen und Nominierungen | Tabellarische Übersicht der Auszeichnungen und Nominierungen | Tabellarische Übersicht der Auszeichnungen und Nominierungen |
| Jahr                                                         | Auszeichnung                                                 | Für                                                          | Kategorie                                                    | Resultat                                                     |
| ------------------------------------------------------------ | ------------------------------------------------------------ | ------------------------------------------------------------ | ------------------------------------------------------------ | ------------------------------------------------------------ |
| 2015                                                         | Nickelodeon Kids’ Choice Awards 2015                         | -                                                            | Lieblings-TV-Serie                                           | Nominiert                                                    |

## DVD-Veröffentlichungen
Vereinigte Staaten
- Staffel 1 erschien am 13. Juni 2014
- Staffel 2 erschien am 7. Januar 2015